# USTA LA Tennis Open 2007
Lo USTA LA Tennis Open 2007 è stato un torneo di tennis facente parte della categoria ATP Challenger Series nell'ambito dell'ATP Challenger Series 2007. Il torneo si è giocato a Carson negli Stati Uniti dal 28 maggio al 3 giugno 2007 su campi in cemento.

## Vincitori

### Singolare
Alex Bogomolov Jr. ha battuto in finale  Kei Nishikori con il punteggio di 6–4, 6–3

### Doppio
Rajeev Ram /  Bobby Reynolds hanno battuto in finale  Víctor Estrella Burgos /  Alberto Francis 7–6(8), 6–2